# Heinrich Albert Roth
Heinrich Albert Roth (* 18. Juli 1900 in Osterwieck; † 2. Juni 1973 in Jena) war ein deutscher Agrarwissenschaftler.

## Leben und Werk
Heinrich Roth war der Sohn eines preußischen Landgerichtsrates. Nach dem Besuch der Gymnasien in Halberstadt, Naumburg (Saale) und – unterbrochen durch die Einberufung zum Ersten Weltkrieg – in Halle (Saale) studierte er Landwirtschaft an der Universität Halle-Wittenberg. 1921 schloss er sich den Selbstschutzverbänden in Oberschlesien an und wurde mit dem Schlesischen Adlerorden I. und II. Klasse ausgezeichnet. 1923 beendete er sein Studium mit der Diplomprüfung und promovierte 1925 in Halle (Saale) zum Dr. phil. Danach arbeitete er bis 1935 an der Landwirtschaftskammer und der Landesbauernschaft der Provinz Sachsen. In dieser Zeit war er von 1920 bis 1928 Mitglied der DNVP.
Nach der Habilitation 1930 in Landwirtschaftlicher Betriebslehre wurde er 1931 zum Privatdozenten an der Universität Halle-Wittenberg ernannt. Zum 1. April 1933 trat er der NSDAP bei (Mitgliedsnummer 1.818.800). Ab 1935 war er als öffentlich bestellter Wirtschaftsprüfer tätig. Gleichzeitig lehrte er weiterhin an der Universität, seit 1939 als Dozent und ab 1942 als außerplanmäßiger Professor. Aufgrund seiner NSDAP-Mitgliedschaft verlor er 1945 seinen Lehrauftrag. Ab 1946 war er wieder als Wirtschaftsprüfer und als landwirtschaftlicher Sachverständiger tätig. 1953 erhielt er an der Universität Jena einen Lehrauftrag für landwirtschaftliches Rechnungswesen. Noch im gleichen Jahr wurde er zum Professor mit Lehrstuhl und zum Direktor des Instituts für Landwirtschaftliche Betriebslehre ernannt. Nach dem Erreichen des Rentenalters wurde er 1965 emeritiert.

## Schriften (Auswahl)
- (mit Hermann Lindemann und B. Donner): Rechnungswesen. Teil 1. Berlin 1956.
- (mit Hermann Lindemann und B. Donner): Rechnungswesen. Teil 2. Berlin 1957.
- Ökonomische Grundprobleme der Viehhaltung in Großbeständen. In: Wissenschaftliche Veröffentlichungen der Friedrich-Schiller-Universität Jena/Thüringen. III. Arbeits- und Vortragstagung der Landwirtschaftlichen Fakultät vom 26. bis 28. Januar 1961. Separatdruck aus der Wissenschaftlichen Zeitschrift der Friedrich-Schiller-Universität Jena, Mathematisch-naturwissenschaftliche Reihe, Jahrgang 10 (1960/1961), Heft 3.
- (mit Alfred Anton und Otto Beyse): Agrotechnische Zeitspannen und verfügbare Zeiten für die Feldarbeit. Berlin 1961.